# 1946 års skolkommission
1946 års skolkommission tillsattes 1945 av regeringen i Sverige, och i den ingick bland andra Alva Myrdal, Elsa Skäringer-Larsson och Ester Hermansson. Den ersatte 1940 års skolutredning. Tonen lades på demokratisk utveckling, och skolan skulle delas upp i låg-, mellan- och högstadium, och utbildningen skulle vara sammanhållen de sex första läsåren, och med vissa valfria ämnen under sjunde och åttonde läsåret, och linjeuppdelning under nionde året. Därmed skulle Fridtjuv Berg idé om bottenskola vara införd. 1948 presenterar kommissionen sitt betänkande, SOU 1948:27. 
Skolkommission vilade på och verkade för pragmatismens, John Deweys och den progressiva pedagogikens genombrott i Sverige.

### Fotnoter
1. ↑  ”1946-1956”. Lärarnas historia. http://www.lararnashistoria.se/node/18. Läst 6 september 2014.
2. ↑  Lundgren, U.P. (2010). ”En gemensam skola”. i U.P. Lundgren, R. Säljö & C. Liberg. Lärande, skola, bildning: Grundbok för lärare (1)
3. ↑   Ulf P. Lundgren. Noteringar kring grunderna för den framtida pedagogikhistorien Studies in Educational Policy and Educational Philosophy, 2005. ISSN 1652-2729.